# افشین متین عسگری
افشین متین عسگری (زاده ۲۸ اوت ۱۹۵۵ در تهران) استادیار تاریخ و مذهب خاورمیانه در دانشگاه ایالتی کالیفرنیا در لس آنجلس است.
او مقالات متعددی دربارهٔ سیاست ایران در قرن بیستم میلادی نگاشته‌است و همچنین نگارنده کتاب «دانشجویان ایرانی مخالف شاه» (به انگلیسی: Iranian Student Opposition to the Shah) در سال ۲۰۰۲ می‌باشد. متین عسگری، پیشتر رساله دکترایش را دربارهٔ تاریخ جنبش دانشجویی ایران برای دانشگاه کالیفرنیا در لوس آنجلس (UCLA) نگاشته بود که بر اساس آن کتابی به رشته تحریر درآورد و این کتاب توسط «ارسطو آذری» تحت عنوان «کنفدراسیون: تاریخ جنبش دانشجویان ایرانی در خارج از کشور ۵۷–۱۳۳۲» به فارسی ترجمه شد.

## زندگی‌نامه
متین عسگری در خانواده‌ای غیرمذهبی در ایران به دنیا آمد. او که دیدگاه سیاسی مخالف رژیم محمدرضاشاه پهلوی داشت ایران را برای ادامه تحصیل به مقصد آمریکا ترک گفت. در سخنرانیها و جلسات دانشجویی مخالف حکومت در خارج از کشور شرکت جست و با بالا گرفتن تب اعتراضات انقلابی و دو ماه پیش از پیروزی انقلاب سال ۱۳۵۷، به منظور شرکت در تظاهرات‌ها به ایران بازگشت. پس از انقلاب، متین عسگری که با تثبیت حکومت اسلامی هواداران سید روح‌الله خمینی به مخالفت برخاسته بود دوباره به ایالات متحده بازگشت تا تحصیلات خویش را به پایان برساند. او سالها بعد، چندین بار به ایران مسافرت کرد.

## عنوان برخی مقالات و کتب
- From social democracy to social democracy: the twentieth-century odyssey of the Iranian Left. in Stephanie Cronin, ed. , Reformers and Revolutionaries in Modern Iran: New Perspectives on the Iranian Left, RouteldgeCurzon, 2004, pp. 37–64
- Iranian student opposition to the Shah. Mazda Publishers (Original from the University of Michigan), 2002
- A History of the Iranian Student Movement Abroad: the Confederation of Iranian Students / National Union (1960-75).  Ph.D. Dissertation in the Department of History at UCLA, 1993
- EDUCATION xxi. EDUCATION ABROAD. Encyclopaedia Iranica, Online Edition, ۱۵ دسامبر ۱۹۹۷
- CONFEDERATION OF IRANIAN STUDENTS, NATIONAL UNION. Encyclopaedia Iranica, Online Edition, ۱۵ دسامبر ۱۹۹۲
- Students as the vanguard of opposition in Iran and abroad (1960-78).  Middle East Studies Association of North America, 1991

## کتابهای ترجمه شده به فارسی
- کنفدراسیون: تاریخ جنبش دانشجویان ایرانی در خارج از کشور ۵۷–۱۳۳۲. مؤسسه نشر و پژوهش شیرازه، ۱۳۷۸. ترجمه ارسطو آذر
- هم شرقی هم غربی _ تاریخ روشنفکری مدرنیته ایرانی  . انتشارات شیرازه کتاب ما، ۱۴۰۰. ترجمه حسن فشارکی